# Верещинский, Николай Михайлович
Николай Михайлович Верещинский (1793, Ходоров, Королевство Галиции и Лодомерии — 5 ноября 1882, Черновцы, Королевство Галиции и Лодомерии) — украинский этнограф-фольклорист, педагог, меценат.

## Биография
Родился в семье священника, учился во Львове и Вене. После получения в 1816 году сана священника исполнял обязанности учителя религии в Сучаве на Буковине. В 1824—1856 годах работал директором школы в Коломые. В 1856 году переехал в Черновцы, где умер 5 ноября 1882 года.

## Деятельность
Занимался сбором фольклорных материалов. Принимал активное участие в работе общественно-культурного группировки «Русская троица».
Пожертвовал основную часть средств на издание альманаха «Русалка Днестровая» (1837), инициировал и оплатил издание сборника «Галицкие присказки и загадки, собранные Григорием Илькевичем» (1841), в которую вошли также материалы Якова Головацкого и Ивана Бирецкого.
29 апреля 1846 года Иван Головацкий в письме к Якову Головацкому из Вены писал о Николае Верещинском, который дал деньги на первую и пока единственную в то время часть литературно-художественного альманаха «Венок русинам на обжинки»: «Честь и слава от всех наших земляков великодушном покровителю всех ревнительнишому Николаю».
Заботился Николай Верещинский не только о произведениях современников, но и участвовал в возвращении народу его истории. Так, в письме от 2 февраля 1847 года Николай Верещинский говорил, что для запроектированного Денисом Зубрицким «Галицкого дипломатического корпуса» переписал десять листов древних текстов (до 1506 г.), хранившиеся в Коломыйском магистрате. Вместе с тем он выступил с предложением, чтобы в Вене при церкви святой Варвары постоянно жил человек, который мог бы заниматься печатанием украинских изданий.
Вместе с И.Озаркевичем был активным организатором любительского театра в Коломые, который 8 июня 1848 года показал свой первый спектакль «Дівка на виданні, або На милування нема силування» — переработку «Наталка Полтавка» И.Котляревского.
Принимал активное участие в Соборе русских учёных в 1848 году, на котором отстаивал право издания церковных книг на западнорусском литературном языке.

## О Николае Верещинском
Николаю Верещинского посвящена статья на страницах львовской «Зари» (1886), подготовленная Владимиром Коцовским. Есть попутные упоминания в исследовании Кирилла Студинского «к истории культурной жизни Галицкой Руси в 1833-47 годах» (Львов, 1909) и книге Михаила Возняка «Как пробудилось украинская народная жизнь в Галичине при Австрии» (Львов, 1924).